# 本能 (單曲)
《本能》（本能，Honnou／Instinct）是日本音樂家椎名林檎的第四張單曲，和《幸福論（12cm盤）》一起於1999年10月27日由東芝EMI／East World發行。在跨業合作部分，A面歌曲「本能」是日本NTV節目‘FUN FUN'S RECOMMEND #07’中的主題曲，而B面歌曲「輪迴HIGHLIGHT」和「藍天」則先後成為日本三得利公司廣告的主題曲。初回生產限定盤為「PAKAR抽選券」。
在單曲銷售成績方面，本張單曲在日本Oricon銷售榜上最高位居單週第2名，名列1999年年度銷售榜第40位及2000年年度銷售榜第49位。而在日本唱片協會所公佈的RIAJ數位下載榜中，歌曲「本能」最高曾名列單週第35名。在銷售認證上，單曲《本能》銷售突破80萬張，在2000年1月通過日本唱片協會認定為雙白金唱片。而歌曲「本能」的數位下載也在2011年6月通過日本唱片協會認定為金唱片。同時，也是椎名林檎銷售量最高的單曲。

## 單曲概要
《本能》是椎名林檎繼1999年1月發表《在這裡接吻》後，睽違九個月的新單曲。在首張專輯《無限償還》發行後，因為椎名林檎的身體出現微恙，因此休息了一段時間才開始準備下一張單曲《本能》。這也讓唱片公司原本想要先發行單曲《石膏》（原訂1999年4月發售）的計畫被迫順延，只好將已經錄好的《本能》做為即將發行的單曲。而也因為身體不適的緣故，椎名林檎首次全國巡迴演唱會《先攻高潮》在仙台的演出也被迫延期。在這一兩個月的休養期間，椎名林檎跑去學開車，並入手一部新車，取名為「希特勒」。
關於歌曲「本能」的歌詞內容，椎名林檎則表示：「人雖然是動物，但人的本能和動物是不同的，因為人有三大慾望，包括：忌妒、炫耀和自戀的本能。」因此她希望能夠拋棄這些不好的本能。但是她也表示當時在創作時，其實並沒有考慮那麼多。
而在「本能」的音樂錄影帶中，椎名林檎身穿護士服用腳踢碎玻璃的動作是遵照其本能，也有將其除盡的意思。而護士服的裝扮也曾在日本造成一股護士旋風。不過，椎名林檎表示其實踢碎玻璃和穿護士服都沒有什麼特別的含意。但之後唱片公司更繼續沿用醫院風格把單曲《絕頂集》裝扮成藥箱一樣販售，而在《下剋上高潮》演唱會中，椎名林檎也是在以醫院為主題的舞台上演出。不僅如此，在朝日電視台音樂節目「Music Station」的演出上，椎名林檎也是身穿護士服演出，而幫忙演奏的樂手們也是敬業地穿上外科醫師或內科醫師的服裝上場表演。
在單曲發售時程上，本張單曲於1999年10月27日在日本發行，台灣則是等到1999年11月11日才發行單曲。之後，於2006年2月1日開始接受歌迷全曲下載的服務。
在單曲銷售成績方面，本張單曲在發行當週以23.8萬張的銷售量在日本Oricon銷售榜上位居第2名，總計在Oriocn銷售榜上榜25週，累積銷售達99.7萬張，名列1999年年度銷售榜第40位及2000年年度銷售榜第49位。同時，單曲銷售突破80萬張，在2000年1月通過日本唱片協會認定為雙白金唱片。而在日本唱片協會所公佈的RIAJ數位下載榜中，歌曲「本能」最高曾名列單週第35名。累積歌曲「本能」的數位下載突破10萬次，並在2011年6月通過日本唱片協會認定為金唱片。
單曲《本能》毫無疑問的是椎名林檎最暢銷的單曲，總計銷售近百萬張。對此，椎名林檎表示：「對於《本能》能夠賣的那麼好，令她感到不可思議，畢竟一開始並沒有要發行《本能》的意思。」椎名林檎也分析或許是護士服造成了單曲熱銷，因為唱片行的銷售人員都會鼓勵民眾購買音樂視頻專輯《性治療~第一輯~》回家觀看。而在2011年日本NTT公司舉行的「椎名林檎歷代單曲喜愛排行榜」調查中，歌曲「本能」以27%的選票，名列排行榜第一位。

### 音樂錄影帶

椎名林檎在音樂錄影帶中穿著護士服的打扮，在日本造成一股旋風

在歌曲「本能」的音樂錄影帶中，導演木村豊以醫院為主軸，椎名林檎則認為是以出血為主題。因為椎名林檎以一身護士服的裝扮登場，右手上則穿戴薇薇安·魏斯伍德創作的戒指，並用手擊碎從好萊塢進口易破的特殊玻璃。
而用高跟鞋打破玻璃的動作，則讓椎名林檎很擔心會曝光，因此製作團隊有加強防護措施。不僅如次，為了達到效果，製作團隊還特地將椎名林檎的手指做了刀傷。
而音樂錄影帶中令人臉紅心跳的「椎名林檎爬上病床纏繞女病人」的畫面，則是因為那位女病人是椎名林檎的高中同學，因此她希望歌迷不要做過多聯想。
演出人員
主唱、護士：椎名林檎
電貝斯、醫生：鳥井泰伸 from PANICSMILE, Gaji
女病人：須田邦裕

### 跨業合作
- 「本能」

（日本電視台）音樂節目‘Fun (Fun's Recommend #007)’的主題曲
- 「輪迴HIGHLIGHT」

（三得利）‘The Cocktail Bar Love Story (kyohō-grape and yogurt) -grape-’的廣告主題曲
- 「藍天」

（三得利）‘The Cocktail Bar Fairy Tale (peach and yogurt) -fairy tale-’的廣告主題曲

### 獲獎紀錄
The SPACE SHOWER MUSIC VIDEO AWARDS
- （1999）－BEST FEMALE VIDEO－《本能》

## 曲目
| 曲序     | 曲目          | 词曲     | 编曲     | 时长  |
| -------- | ------------- | -------- | -------- | ----- |
| 1.       | 本能          | 椎名林檎 | 龜田誠治 | 4:16  |
| 2.       | 藍天          | 椎名林檎 | 龜田誠治 | 4:19  |
| 3.       | 輪迴HIGHLIGHT | 椎名林檎 | 龜田誠治 | 3:28  |
| 总时长： | 总时长：      | 总时长： | 总时长： | 12:03 |

### 曲目介紹
1. 本能
  - 收錄於《勝訴的新宿舞孃》專輯中

這首歌曲是椎名林檎18歲時的創作，與創作「席德與白日夢」和「警告」的時間差不多[10]。椎名林檎認為這首歌的歌詞有點頹廢派的感覺，但也可以把它當作戀愛的歌曲，主要的內容是在描述18歲那時的想法[10]。而歌曲開頭的混音歌詞為「I just want to be with you tonight」及「I know that you want to be my babe」。
現場演出時與歌曲「幸福論」同樣都會使用擴音器演唱。另外，在東京事變《Just can't help it.》演唱會中，應椎名林檎之邀，鋼琴手伊澤一葉將間奏部分重新改編。
2. 藍天
  - 收錄於《我．放電》專輯中

這首歌曲是椎名林檎16歲時的創作，而且是她第二首創作的曲目[10]，源自於椎名林檎寫給學生時代男友的一封信[10]。椎名林檎也表示這首歌和首張專輯《無限償還》的曲風不同，因此實際聽起來很難相信這是她的歌，甚至還會以為是DREAMS COME TRUE的歌曲[10]。另外，歌詞中珍妮斯·艾恩（ジャニス・イアン，Janis Ian），則是表達了椎名林檎對她的尊敬。
「藍天」曾經在《下剋上高潮》演唱會中，跟幸福論一樣被改成了悅樂篇。
3. 輪迴HIGHLIGHT（日語：輪廻ハイライト）
  - 收錄於《我．放電》專輯中

爵士風格的歌曲，而歌詞是英文，卻硬用日文音譯，讓聽者造成唱錯詞或寫錯詞的效果。曾經在《校舍高潮》演唱會中表演過。

## 演出人員及後製
| 一 本能 二 藍天 | 三 輪迴HIGHLIGHT 後製資訊 - ()at STEREO KAMESUTA STUDIO |

## 翻唱歌曲
- UNCHAIN（日语：UNCHAIN） - 收錄於專輯『Love & Groove Delivery Vol.3』（2015年）

## 銷售排行

### Oricon 銷售榜(日本)
《本能》於10月27日發行單曲。發行首週，在日本公信榜Oricon的單曲榜1999年11月第2週付的榜單中以237,910張銷售量居單週第二名。同週第一名是銷售量突破30萬大關的搖滾樂團彩虹樂團所發行的單曲「LOVE FLIES」，而椎名林檎同時發售的單曲《幸福論》12cm盤則以4萬張位居第十名。第二週則以銷售量92,540張位居3位。之後更盤據前十名長達7週，總計《本能》在日本公信榜Oricon的單曲榜上榜25週，累積銷售達99.7萬張，為目前椎名林檎最熱賣的單曲。同時1999年年銷售榜中，《本能》以50.4萬張銷售量居全年第40名，而當年度歌手總銷售金額排行榜中，則以38.9億日圓居全年第20位。在2000年年銷售榜中，《本能》以49.2萬張銷售量居全年第49名。而當年度歌手總銷售金額排行榜中，則以122.0億日圓居全年第3位。
| 名稱                | Oricon銷售榜     | 初登場 | 初登場  | 最高  | 最高    | 總銷售量 | 累積上榜次數 |
| 名稱                | Oricon銷售榜     | 排 行  | 銷售量  | 排 行 | 銷售量  | 總銷售量 | 累積上榜次數 |
| ------------------- | ---------------- | ------ | ------- | ----- | ------- | -------- | ------------ |
| 1999年10月27日 本能 | 週銷售排行榜     | #2     | 237,910 | #2    | 237,910 | 997,050  | 25週         |
| 1999年10月27日 本能 | 月銷售排行榜     | #3     | 504,880 | #3    | 504,880 | 997,050  | 25週         |
| 1999年10月27日 本能 | 1999年銷售排行榜 | #40    | 504,880 | #40   | 504,880 | 997,050  | 25週         |
| 1999年10月27日 本能 | 2000年銷售排行榜 | #49    | 492,170 | #49   | 492,170 | 997,050  | 25週         |

### 其他銷售榜
| 排行榜名稱            | 最高排名 |
| --------------------- | -------- |
| (日本) CDTV Top 100   | #2       |
| (日本) RIAJ數位下載榜 | #35      |

### 銷售認證
| 認證單位              | 銷量                 |
| --------------------- | -------------------- |
| (日本) RIAJ：單曲銷售 | 雙白金唱片 (800,000) |
| (日本) RIAJ：數位下載 | 金唱片 (100,000)     |

## 發行歷史
| 國家 | 發行日期       | 發行形式       | 唱片公司            | 商品編號   |
| ---- | -------------- | -------------- | ------------------- | ---------- |
| 日本 | 1999年10月27日 | CD             | 東芝EMI／East World | TOCT-22010 |
| 台灣 | 1999年11月11日 | CD(進口初回盤) | 東芝EMI／East World | TOCT-22010 |
| 台灣 | 1999年11月11日 | CD(台壓盤)     | 科藝百代            | 88789127   |

## 宣傳行程
| 類型   | 日期       | 名稱                        |
| ------ | ---------- | --------------------------- |
| 演唱會 | 1999/11    | 校舍高潮                    |
| 電視   | 1999/10/29 | 【朝日電視台】MUSIC STATION |
| 電視   | 2000/02/05 | 【NHK】Pop Jam              |

## 脚注